# No Me Queda Más
«No Me Queda Más» és una cançó de música pop de la cantant mexicano-estatunidenca Selena Quintanilla. Fou escrita per Ricky Vela, A.B. Quintanilla III i Bebu Silvetti. El seu llançament es va produir el 10 de novembre de 1994 a les emissores de ràdio dels Estats Units juntament amb les cançons «Fotos y Recuerdos» i «Amor Prohibido». Es va convertir en els singles de més èxit de 1994 i 1995 als Estats Units la comunitat llatina i Mèxic.

## Informació
| Llista (1994)                                  | Posició màxima |
| ---------------------------------------------- | -------------- |
| EUA Hot Latin Tracks (Billboard)               | 1              |
| EUA Latin Regional Mexican Airplay (Billboard) | 1              |
| EUA Latin Pop Airplay (Billboard)              | 13             |

## Crèdits i personal
Vídeos musicals
- Dirigida per: Sean Davered
- Produït per: Jose Behar
- Escrit per: Jonathan (last name unknown)
- Protagonitzada per: Selena, Los Dinos
- Dissenyadora de Vestuari: Selena, Martin Gomez, Rosa Sullivan, Mark Duncan
- Gerent de Producció: Abraham Quintanilla Jr
- Mariachi band: Jorge Pinto, Alexander Martinez, Juan Felicio, Jorge Fernandez, Sebastian Rodriguez, Maria Lopez, Victor Nunez
- Cambrer: Ezequiel Cintron
- Aixafar: Emilio Perez
- Núvia: Sophia Rodriguez
- Lector de la Bíblia: Jose Lopez
- Percussió/Conga: Arturo Meza, Jesse "O'Jay" Martinez
- Trompa: Odalis Smith, Helen Stackhouse, Morgan Taylor
- Violí: Gertrude Myers, Ruth Moore, John Foster, Alice Powell
- Cello: Lucy Richardson
- Flauta: Francisca Malorie, James Watson
- Trompeta: Edward Jackson, Jose Deluna
- Pandereta: Freddie Corea, Don Shelton
- Saxo mezzosoprano: Dilan Anderson, Aaron McCoy

«No Me Queda Mas»
- Selena Quintanilla – veu
- Joe Ojeda – teclats
- Ricky Vela – escriptor, teclats
- Chris Pérez – Guitarra
- A.B. Quintanilla III – arranjador, productor
- Bebu Silvetti – arranjador, productor
- Suzette Quintanilla - Tambor

Font:

## Premis
| Any  | Lliurament de premis                      | Premi          | Resultats |
| ---- | ----------------------------------------- | -------------- | --------- |
| 1995 | Latin Music Awards                        | Vídeo de l'any | Guanyador |
| 1997 | Broadcast Music Incorporated Latin Awards | Cançó de l'any | Nominat   |
| 1995 | Latin Music Awards                        | Vídeo de l'any | Guanyador |

## Versions
| Artista                                         | Album                                         | Any  |
| ----------------------------------------------- | --------------------------------------------- | ---- |
| Aris Y Su Combinacion                           | Con El Exito                                  | 1999 |
| Los Tres Reyes                                  | El Retorno De Los Tres Reyes                  | 2001 |
| Salsa Clave                                     | Fiesta                                        | 2001 |
| Tito Nieves                                     | Un Tipo Común                                 | 2002 |
| Vanessa Del Fierro                              | Nuevas Voces De América                       | 2005 |
| Pepe Aguilar                                    | Selena ¡VIVE!                                 | 2005 |
| Nora Guillen                                    | Marimba Lucero, Vol. 1                        | 2006 |
| José Feliciano                                  | Jose Feliciano Y Amigos                       | 2006 |
| Johnny Quintana Y Grupo Superbailongo           | Superbailongo 1 - The Best Latin Party        | 2007 |
| Toñita                                          | Desafiando Al Destino                         | 2007 |
| Soles Del Escambray                             | Cerca del Mar y del Monte                     | 2007 |
| Maria Williams (English version)                | Hybrid                                        | 2008 |
| Miguel Nacel                                    | Romance en Piano, Vol. 6                      | 2008 |
| Tierra Mexicana Con El Mariachi "Arriba Juarez" | Latin Romance                                 | 2009 |
| Banda El Grullo                                 | 30 Numeros 1 En Banda                         | 2009 |
| Palomo                                          | En Vivo En Pico Rivera - A Mi Hacienda / 2005 | 2010 |
| Norma Eliza                                     | Mariachi Hits                                 | 2010 |
| Kat DeLuna                                      | N/D                                           | N/D  |
| David Archuleta                                 | N/D                                           | 2010 |
| Karen Rodriguez                                 | N/D                                           | 2011 |
| Yanni Bonetti                                   | Simplemente Bachata Vol. 8                    | 2011 |
| Salsa Plus                                      | Pa'l Bailador                                 | 2011 |
| Prince Royce                                    | N/D                                           | 2011 |